# Siddhartha (película de 1972)
Siddhartha (1972) es una película estadounidense, basada en la novela homónima de Hermann Hesse, dirigida por Conrad Rooks. Se rodó en el norte de la India y su director de fotografía fue Sven Nykvist.
La película fue ambientada en la ciudad santa de Rishikesh y en las haciendas palacios del marajá de Bharatpur, Rajastán, India.

## Argumento
La película cuenta la historia de Buda

## Controversias
La escena del desnudo de Simi Garewal causó controversia en la India. La Junta Central de Certificación de Cine de este país, durante la época de la década de 1970, no permitía mostrar en las películas ni siquiera a personas besándose.

## Música
Toda la música hindú fue compuesta y cantada por Hemat Kumar, con letras de las canciones de Gouri Prasanna Majumdar (Alias Gouriprasanna) como: «Mother's son» interpretada por la cantante Shanti Hiranand.
Para Siddhartha fueron adaptadas las canciones en bengalí, también de Kumar: «Pather Klanti Bhule» que es de la película «Maru Tirtha Hinglaj» de 1956; y la canción «O Nodire Ekti Kotha Shudhai» que es de la película Neel Akasher Neechey de 1959.
No se publicó ningún álbum de la banda sonora de esta película.

## Premier y renacimiento
La película se estrenó en el mundo occidental y en los EE. UU. con críticas positivas. Luego, durante las décadas de 1970 y 1980, deja de ser distribuida y exhibida en cines. Regresó en 1996 después de mucho trabajo de restauración, seguido de su lanzamiento para televisión y vídeo. Aquellos que la vieron, aplaudieron la película por la historia de autodescubrimiento y por el trabajo de restauración.